# Джума Ахмад Атига
Джума Ахмад Атигха (араб. جمعة احمد عتيقة‎) (род. в 1950) — ливийский политический и государственный деятель. Заместитель председателя Всеобщего Национального Конгресса. С 28 мая по 25 июня 2013 года был исполняющим обязанности главы Ливийской республики как председатель Всеобщего Национального Конгресса.

## Политическая карьера
7 июля 2012 года на парламентских выборах в Ливии Джума Ахмад Атигха был избран депутатом во Всеобщий национальный конгресс как беспартийный депутат. 10 августа 2012 года Джума Ахмад Атигха был избран заместителем председателя Всеобщего Национального Конгресса. С 28 мая по 25 июня 2013 года был исполняющим обязанности главы Ливийской республики как председатель Всеобщего Национального Конгресса, после того как Мухаммед аль-Макриф подал в отставку.